# Maripa (Venezuela)
Pour les articles homonymes, voir Maripa.
Maripa est une ville de l'État de Bolívar au Venezuela, capitale de la division territoriale et statistique de Section capitale Sucre et chef-lieu de la municipalité de Sucre. La population avoisine les 5 000 habitants.

## Sources
- (es) Cet article est partiellement ou en totalité issu de l’article de Wikipédia en espagnol intitulé « Maripa » (voir la liste des auteurs).